# (73229) 2002 JP28
(73229) 2002 JP28 – planetoida z pasa głównego asteroid okrążająca Słońce w ciągu 3,71 lat w średniej odległości 2,4 j.a. Odkryta 9 maja 2002 roku.